# Union of Jewish Women
Union of Jewish Women of England, var en brittisk judisk kvinnoförening, bildad 1902. 
Den var en av pionjärföreningarna inom den judiska kvinnorörelsen, och var tillsammans med National Council of Jewish Women och Jüdischer Frauenbund en av grundarföreningarna av International Council of Jewish Women 1912.